# Kemanggisan
Kemanggisan is een plaats (wijk - kelurahan) in het onderdistrict Palmerah in het bestuurlijke gebied Jakarta Barat (West-Jakarta) in de provincie Jakarta, Indonesië. Kemanggisan telt 33.202 inwoners (volkstelling 2010).